# Kasteel van 's Herenelderen
Het Kasteel van 's Herenelderen of waterkasteel van Renesse is een kasteel in 's Herenelderen in de Belgische gemeente Tongeren in de provincie Limburg. Het kasteel is gelegen aan de Sint-Stefanusstraat. Aan de andere kant van deze straat ligt de Sint-Stefanuskerk.
Het kasteel is een waterburcht en bestaat uit het U-vormige hoofdgebouw omgeven door een gracht en een langwerpige kasteelhoeve die langs de Sint-Stefanusstraat gelegen is. Het wordt omgeven door een park in landschapsstijl met een vijver.

## Beschrijving van het kasteel
Het hoofdgebouw is in verschillende perioden verbouwd, waarbij het oudste gedeelte zich in de noordwesthoek bevindt. Dit gedeelte wordt gevormd door het mergelstenen herenhuis dat stamt uit de 16e eeuw en in laat-gotische stijl werd opgetrokken. Het bestaat uit drie bouwlagen met een blinde benedenverdieping, bovenverdiepingen met kruiskozijnen in een omlijsting van geprofileerde mergelstenen en laagste verdieping met ramen was voorzien van luiken. Verder bestaat dit gedeelte uit een steil zadeldak dat gedekt wordt door leien en heeft een gedeeltelijke bewaarde trapgevel die bestaat uit drie trappen met een topstuk, waarbij in die trapgevel drie kleine, vierkante vensters zijn aangebracht met een omlijsting met een mijtervormige latei die versierd is met laat-gotisch ornamenten.
De twee bakstenen gebouwdelen die uitspringen zijn gebouwd in barokstijl en stammen van het einde van de 17e eeuw. Zij hebben lijstgevels op een lage, hardstenen plint, houten kroonlijst op klossen, kalkstenen en mergelstenen banden, rechthoekige muuropeningen in geblokte kalkstenen omlijstingen met hanenkam en schilddaken gedekt door leien met smeedijzeren vorstkammen.
Aan het eind van de 18e eeuw werd de binnenplaats aangepast in de stijl van Lodewijk de XVIe voor wat betreft de brug, ingangsdeur, het smeedijzeren balkon en de halve verdieping op de zuidvleugel.
Verder omvat het gebouw delen uit het begin van de 17e eeuw (de westgevel) en de 19e eeuw.

### Kasteelhoeve
De kasteelhoeve is langgerekt, heeft twee hoektorens en heeft een inrijpoort die toegang geeft tot het tussen het hoofdgebouw en de hoeve gelegen plein. De hoeve is opgetrokken in barokstijl, heeft twee bouwlagen en wordt gedekt door een schilddak van leien met kleine dakkapellen. Boven de inrijpoort aan de erfzijde bevindt zich het wapenschild van Renesse-Bocholtz (1640-1681) en boven de poort van de schuur een wapenschild van Renesse-Stepraedt (1681-1716). Deze dateren van het einde van de 17e eeuw. De gevel aan de straatzijde heeft een oudere oorsprong en wordt in 1627 gedateerd. Dit wordt gemarkeerd door de mergelstenen aedicula met wapenschild van Renesse-Arckel (1610-1627) die zich bevindt boven de inrijpoort.
In de hoek van het pand aan de straatzijde bevindt zich een vierkante toren met vier bouwlagen, met een benedenverdieping die voorzien is van twee spleetvormige kalkstenen openingen, op de bovenverdiepingen rechthoekige kloosterkozijnen omgeven door een vlakke, kalkstenen omlijsting voorzien van negblokken, de gevel aan de straatkant met een kalkstenen gevelsteen met tweekoppige adelaar en de toren gedekt door een ingesnoerde naaldspits met leien.

## Geschiedenis en bewoners
Het kasteel was tot aan het einde van het ancien régime de residentie van de heren van Elderen.
Van de 13e eeuw tot 1501 behoorde het toe aan de familie Van Hamal. In 1501 huwde Anna van Hamal (1478-1556), erfdochter van Elderen, met Frederik van Renesse (circa 1470-1538), waarna het eigendom overging op de familie Van Renesse van Elderen. Sinds 1987 is Jean de Renesse (1959) kasteelheer. Hij is gehuwd met gravin Amélie de Lannoy (1962). Samen hebben ze twee zonen, Théodore de Renesse (1988) en Frédéric de Renesse (1991) en een dochter, Clémentine de Renesse (1995).